# Ed Benedict
Ed Benedict (Ohio, 23 de agosto de 1912 – Carmel, California, 28 de agosto de 2006) fue un animador y diseñador estadounidense, uno de los principales creadores de las series de dibujos animados para televisión que los estudios Hanna-Barbera crearon desde finales de la década de 1950. Fue el principal responsable de personajes tan populares como Los Picapiedra, Huckleberry Hound o el oso Yogui. 
Empezó su carrera como animador en 1930, en los Walt Disney Studios, donde participó en varios cortometrajes, aunque, dada la política de los estudios, no figura en los créditos de los mismos. Abandonó la empresa de Disney en 1933 para trabajar en los estudios Universal realizando cortometrajes de Oswald el conejo afortunado, a las órdenes de Walter Lantz. Más tarde regresó brevemente a los estudios Disney, donde aparece acreditado por primera y única vez en el cortometraje Make Mine Music. Por un corto período llegó a dirigir su propio estudio de animación, Benedict-Brewer, junto a Jerry Brewer. Posteriormente pasó varios años creando dibujos animados para anuncios de televisión. 
En 1952 recibió la llamada de Tex Avery, con el que había trabajado en los estudios Universal. Avery propuso a Benedict trabajar con él en su equipo de animadores de la MGM. Allí, desarrolló importantes tareas como animador y dibujante a las órdenes de Avery, y trabajó en varios cortos del perro Droopy, tales como Dixieland Droopy, The First Bad Man y Deputy Droopy. Cuando Avery abandonó los estudios de la MGM, Benedict continuó realizando dibujos animados del personaje bajo la dirección de Michael Lah. 
A finales de los 50, fue contratado por los antiguos animadores de MGM William Hanna y Joseph Barbera para crear los personajes de su primera serie de dibujos animados para la televisión, The Ruff & Ready Show. Benedict terminó por convertirse en el principal creador de personajes de la factoría Hanna-Barbera. Es el principal responsable, entre otros, del oso Yogui, Huckleberry Hound, Tiro Loco McGraw, Los Picapiedra. 
Benedict abandonó los estudios Hanna-Barbera a finales de los años 60, pero continuó trabajando como freelance hasta su retiro, a comienzos de la siguiente década. Varios destacados animadores, como John Kricfalusi (creador de la popular serie Ren & Stimpy), se han referido a él como su principal inspirador. En 1994 recibió el Premio Winsor McCay al trabajo de toda una vida. Murió mientras dormía en su casa, en Carmel, cerca de Los Ángeles, el 28 de agosto de 2006, a los 94 años.